# William Cecil, 1. baron Burghley
William Cecil, 1. baron Burghley (13. září 1520 Bourne, Lincolnshire, Anglie – 4. srpna 1598 Londýn) byl anglický státník. Spolu s Francisem Walsinghamem patřil čtyřicet let k nejvýznamnějším ministrům královny Alžběty I. a pomáhal udržovat velmocenské postavení Anglie druhé poloviny 16. století. Stál také na počátku majetkového a společenského vzestupu rodu Cecilů, z nějž do 20. století vzešla řada dalších významných osobností.

## Mládí
Pocházel z drobné statkářské rodiny v hrabství Lincolnshire, narodil se v městečku Bourne jako syn Richarda Cecila (1495-1553). Studoval v Cambridge a poté působil v justici, od roku 1545 byl soudcem v Bostonu. Kariéru zahájil ve službách lorda protektora vévody ze Somersetu za vlády nezletilého Eduarda VI. V letech 1547–1552 byl členem Dolní sněmovny a získal nižší úřady ve státní správě. Po pádu vévody ze Somersetu byl krátce vězněn, ale v letech 1550–1553 již patřil k předním osobnostem ve funkci státního sekretáře. V tomto období prosadil ekonomické reformy ve snaze o zavedení volného obchodu a v roce 1551 byl povýšen do šlechtického stavu.

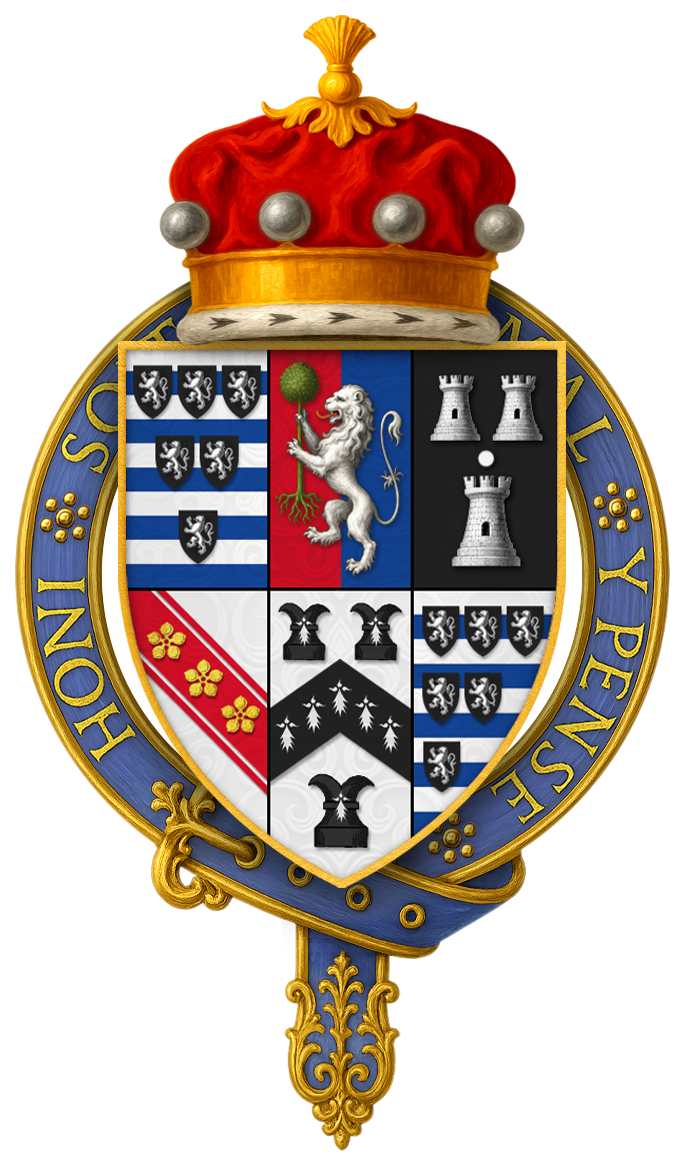
Erb Williama Cecila s dekorací Podvazkového řádu

## První ministr královny Alžběty I.
Za vlády katolické královny Marie se držel v ústraní a mezitím se sblížil s dvorem princezny Alžběty, po jejímž nástupu na trůn byl znovu povolán do služeb. Opět byl státním sekretářem (1558–1572), zároveň zasedal v Dolní sněmovně. Jako lord nejvyšší strážce pokladu byl dlouholetým prvním ministrem (1572–1598), mezitím krátce zastával i post lorda strážce tajné pečeti, obdržel také místodržitelské úřady v několika hrabstvích a od roku 1559 byl kancléřem univerzity v Cambridge. V roce 1571 povýšen na barona Burghleye a povolán do Sněmovny lordů, v roce 1572 jmenován rytířem Podvazkového řádu.
Jeho vyvážená zahraniční a ekonomická politika pomáhala udržet velmocenské postavení Anglie v Evropě, podporoval oslabení Španělska a zasazoval se o popravu královny Marie Stuartovny. Výpad proti španělské Armadě v roce 1588 patřil k největším úspěchům jeho zahraniční politiky. Vynikl jako mimořádně schopný státník, zájem státu však stavěl nad morální zásady a náboženské přesvědčení, takže ve své době nebyl příliš oblíben, nijak to ale nesnižuje jeho význam pro dějiny Anglie druhé poloviny 16. století.

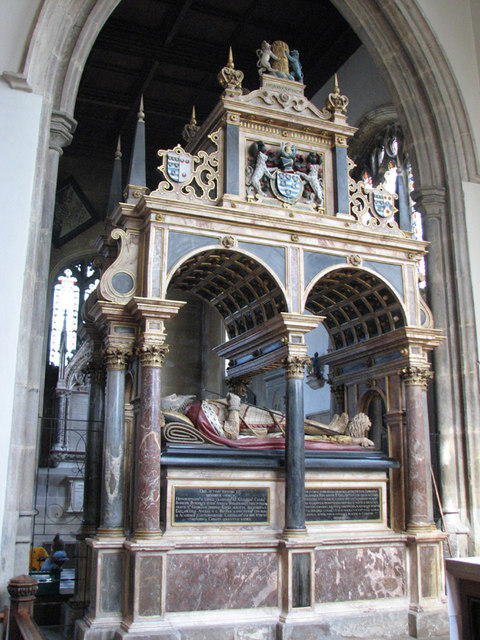
Hrobka Williama Cecila v kostele sv. Martina ve Stamfordu

Mimo jiné byl zakladatelem moci a majetkového zázemí rodu Cecilů. Kromě dvou honosných domů v Londýně (Exeter House, Salisbury House) nechal postavit na venkově rozsáhlý zámek Burghley House. Zde také zemřel a na vlastní přání byl pohřben v kostele sv. Martina ve Stamfordu. Jeho hrobka je ukázkovým příkladem renesanční funerální architektury. Ze dvou manželství měl dva syny, Thomase (1542–1622) a Roberta (1563–1612), kteří založili dodnes existující linie markýzů z Exeteru a markýzů ze Salisbury.

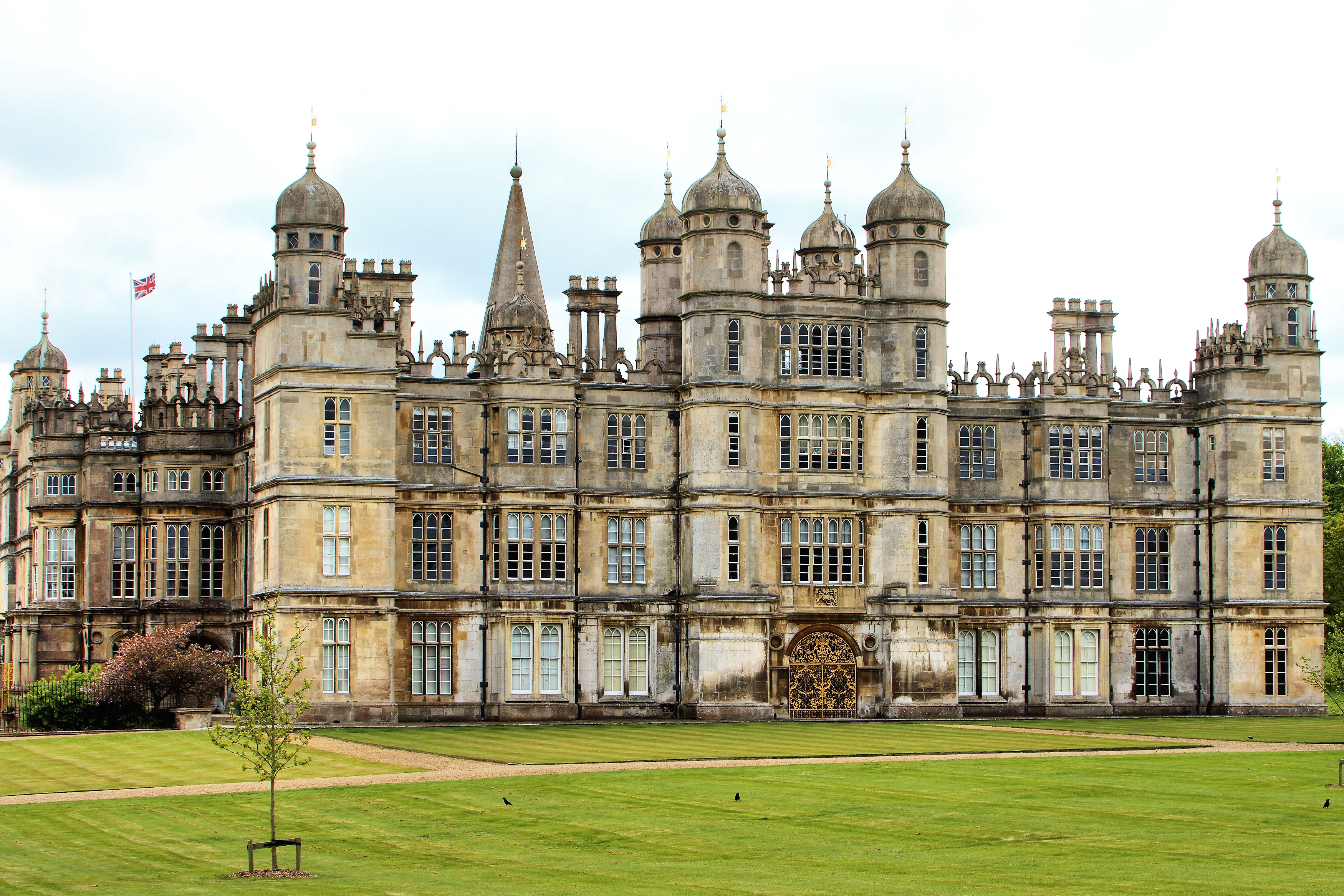
Zámek Burghley House v hrabství Lincolnshire